# Liste polnischer Inseln
Zu Polen gehören folgende Inseln (mit darauf liegenden Orten):

## Ostseeinseln
- Uznam (Ostteil der Insel Usedom; der Westteil gehört zu Deutschland; vgl. Liste geteilter Inseln)
  - Świnoujście (Swinemünde)
  - Wydrzany (Friedrichsthal)
- Wolin (Wollin)
  - Międzyzdroje (Misdroy)
  - Przytór (Pritter)
  - Wapnica (Kalkofen)
  - Lubin (Lebbin)
  - Wolin (Wollin)
  - Wisełka (Neuendorf auf der Insel Wollin)
  - Unin (Tonnin)
  - Warnowo (Warnow)
  - Kołczewo (Kolzow)
  - Dziwnów (Berg Dievenow)

## Inseln imStettiner Haff
- Karsibór (Kaseburg)
  - Karsibór (Kaseburg)
- Wyspa Chrząszczewska (Gristow)
  - Buniewice (Bünnewitz)
  - Chrząszczewo (Gristow)
  - Chrząszczewko (Neu Gristow)
- Chełminek (Leitholm)
- Gęsia Kępa (Behrensholm)
- Koński Smug (Hengstwiese)
- Łysa Wyspa (Kahleberg)
- Trzcinice-Inseln (Rohrhalterinseln)
- Warnie Kępy (Warnitzwiesen)
- Wielki Krzek (Große Kricks)
- Wiszowa Kępa (Schilfinsel)
- Wydrza Kępa (Treumanns Wiese)

## Inseln an derDanziger Bucht
- Ołowianka (Bleihofinsel) in Danzig
- Ostrów (Holm) in Danzig
- Wyspa Portowa (Übersetzung: Hafeninsel, historisch: Die Nehrung) in Danzig
- Wyspa Sobieszewska (Bedeutung: Bohnsacker Insel, historisch: Neue Binnennehrung bzw. Außennehrung) in Danzig
- Wyspa Spichrzów (Speicherinsel) in Danzig

### Ehemalige Inseln
- Westerplatte am Danziger Hafenkanal; heute eine Halbinsel
- Krakauer Kämpe (Krakowiecka Kępa) in der Martwa Wisła (Tote Weichsel)